# Кіноплівка

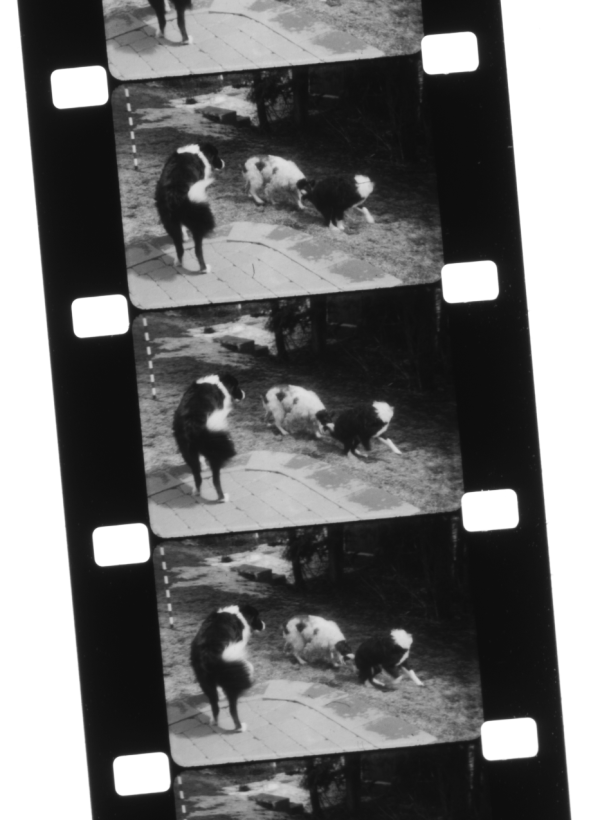
16mm кіноплівка

Кіноплівка — це світлочутлива плівка для кінознімання та друкування кінофільмів. Різновид фотоплівки. Виготовляється у вигляді стрічки з  перфорацією по краях. Випускається шириною 8, 16, 35 і 70 мм. Кіноплівка може бути кольоровою і чорно-білою, негативною і позитивною. На кіноплівках шириною 35 і 70 мм перфорація зроблена з обох сторін, на кіноплівці шириною 8 мм - з одного, а на кіноплівках шириною 16 мм - як з одного, так і з двох сторін.

## Формати кіноплівки
Основні формати кіноплівки з параметрами зведені в таблицю. Всі розміри вказані в міліметрах.
| Ширина плівки | Формат                     | Розміри кадру | Розміри кадру | Крок  | Крок         | Розміри перфорації | Розміри перфорації | Ширина фоно- грами |
| Ширина плівки | Формат                     | ширина        | висота        | кадру | перфора- ції | ширина             | висота             | Ширина фоно- грами |
| ------------- | -------------------------- | ------------- | ------------- | ----- | ------------ | ------------------ | ------------------ | ------------------ |
| 8             | 8                          | 4,4           | 3,25          | 3,81  | 3,81         | 1,83               | 1,27               | 0,69               |
| 8             | 8С                         | 5,36          | 4,01          | 4,23  | 4,23         | 0,91               | 1,41               | 0,69               |
| 16            | з фотографічною фонограмою | 10,26         | 7,49          | 7,62  | 7,62         | 1,83               | 1,27               | 1,5                |
| 16            | з магнітною фонограмою     | 10,26         | 7,49          | 7,62  | 7,62         | 1,83               | 1,27               | 2,35               |
| 16            | Super-16                   | 12,52         | 7.41          | 7,62  | 7,62         | 1,83               | 1,27               | нет                |
| 35            | звичайна                   | 21,77         | 16            | 19    | 4,75         | 2,8                | 1,98               | 1,9                |
| 35            | широкоекранна              | 21,77         | 18,6          | 19    | 4,75         | 2,8                | 1,98               | 1,9                |
| 35            | з кашетованим кадром 1:85  | 21,77         | 12,8          | 19    | 4,75         | 2,8                | 1,98               | 1,9                |
| 70            | широкоформатна             | 49,7          | 23            | 23,75 | 4,75         | 2,8                | 1,98               | 6×1,6              |

### 35-міліметрова кіноплівка

Схема кадру звукової 35-міліметрової кіноплівки

Кіноплівка шириною 35 мм історично з'явилася першою. Спочатку на ній були круглі отвори, але потім їх замінили на прямокутні. В епоху німого кіно розміри кадру були 18 × 24 мм, але після впровадження звуку кадр довелося зменшити до 16 × 21,77 мм, щоб залишилося місце для звукової доріжки. На плівку 35 мм знімають також і широкоекранні фільми, стискаючи кадр по горизонталі при зйомці і розширюючи його при проєкції за допомогою насадок на об'єктив (т. зв. анаморфування).

### 70-міліметрова кіноплівка
Кіноплівка шириною 70 мм використовується для зйомки широкоформатних фільмів. Більший розмір кадру дозволяє отримати хорошу якість зображення на великих екранах. На позитивну плівку наносяться 6 магнітних звукових доріжок, на 5-ти з яких записаний сигнал для 5-ти заекранних динаміків, а на одному - сигнал для декількох динаміків по периметру кінозалу.
На 70-мм кіноплівку був знятий, наприклад, музичний фільм "The Song Remains The Same" за участю рок-групи "Led Zeppelin", а також фільм Блейка Едвардса "Великі гонки", який із задоволенням дивилися і наші глядачі. В СРСР лише одиниці широкоформатних кінотеатрів були оснащені повноцінним 6-канальним стереозвуком.
Досить багато фільмів знято на 70-міліметрову кіноплівку з шестиканальним звуком, однак для досягнення наймасовішого кінопрокат а з них виготовлялися широкоекранні 35-міліметрові  прокатні копії з анаморфуванням зображення.

### 16-міліметрова кіноплівка

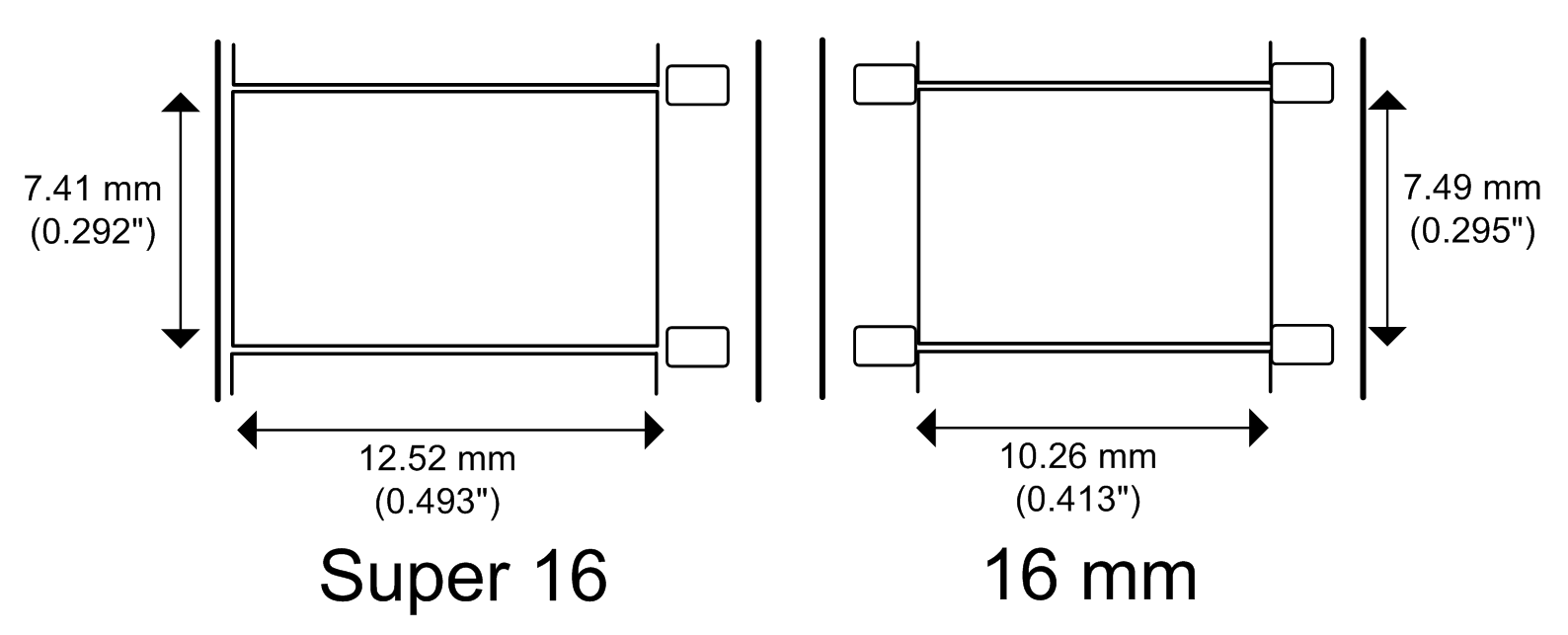
Стандарти Super 16 и 16 мм.

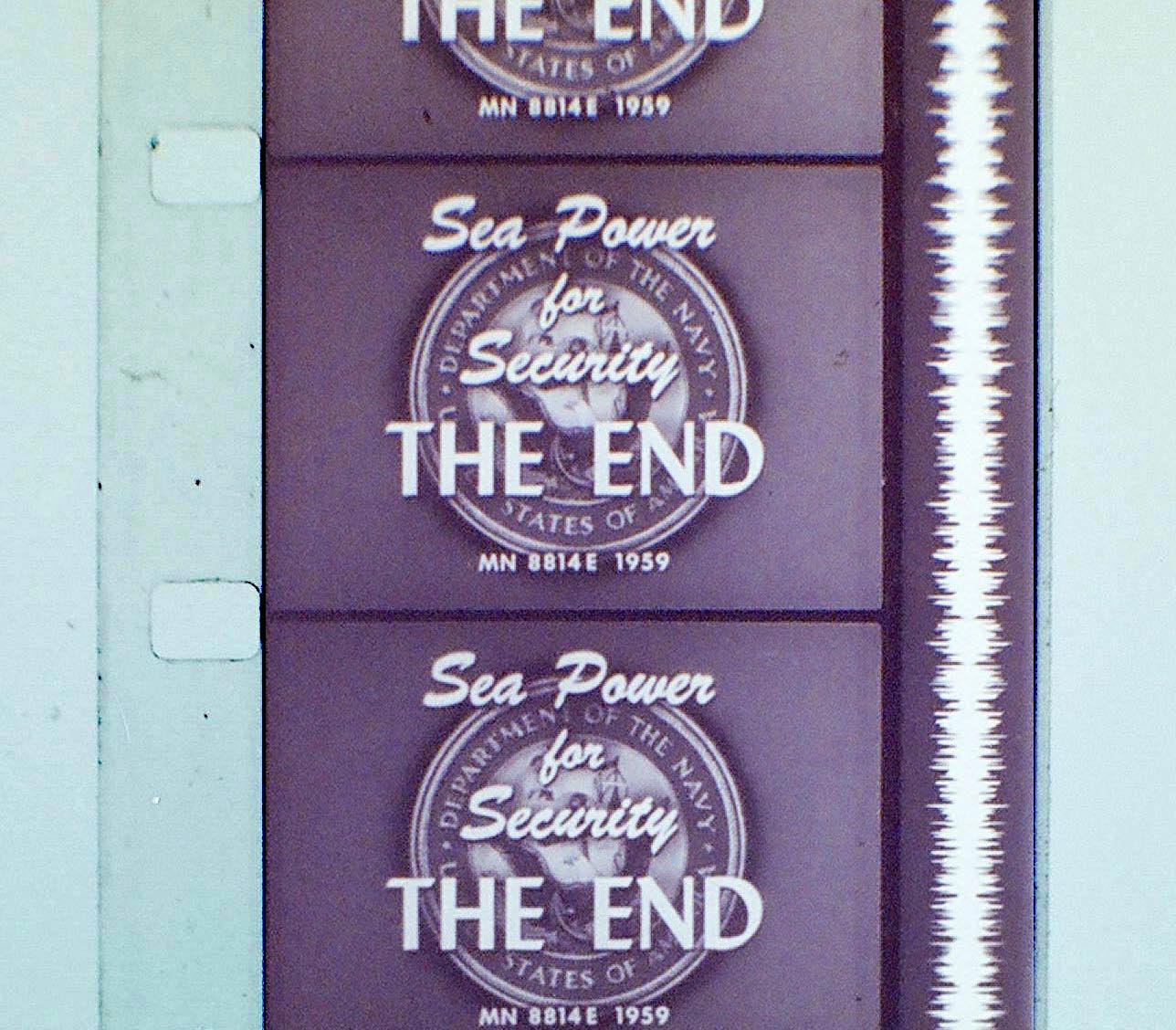
16 мм звуковий фільм.

Кіноплівка шириною 16 мм дозволяє зменшити розміри кінокамери. Часто її використовували для зйомки сюжетів, які повинні були показуватися по телебаченню (якість телевізійного і 16-міліметрового кінозображення приблизно однакова, в цьому випадку частота кадрів при зйомці встановлюється рівною 25 кадрів в секунду).
Крім того, співвідношення сторін кадру у стандартної 16 мм плівки близько до телевізійного.
16-міліметрова кіноплівка випускалася в двох модифікаціях: без звукової доріжки - з двостороннім перфорацією, і «звукова» - з односторонньою. У другого краю останньої розташовувалася монофонічна або стереофонічна магнітна або  оптична звукова доріжка. У кінопроєкційних апаратах, що випускаються в СРСР підтримка стереофонічних фонограм була відсутня, фільмокопії також випускалися виключно з монофонічною фонограмою.
Існує ще один різновид 16 мм фільму - Super 16. Тут збільшена ширина кадру за рахунок відсутності звукової доріжки і перфорації з одного краю плівки. Цей стандарт в СРСР не застосовувався.
Існує ще кілька малопоширених стандартів для 16 мм кіноплівки: вони базуються на стандартному фотоматеріалі з одно-або двостороннім перфорацією, а відмінності полягають у розмірі кадру. Один зі стандартів, наприклад, передбачає використання всієї ширини плівки під кадр, розмір якого зменшено по вертикалі, щоб не зачіпати перфорацію. При цьому збільшується ширина міжкадрового проміжку. Інший стандарт передбачає кашетування кадру звукового фільму по вертикалі з метою збереження співвідношення сторін кадру, аналогічного 35 мм фільму.
В СРСР  здійснювали масовий випуск 16-міліметрових кінокопій і виробляли звукові кінопроєктори, зокрема  на  одеському заводі «Кінап»,  для шкільного навчання і для кінопересувок («Школяр», «Україна»), а також стаціонарні («Чорноморець»). Так, у кінофільмі «Міміно» показаний приклад роботи такої кінопересувки «Україна», що була масовою у той період. Оскільки на 16-міліметровій апаратурі не застосовують анаморфування зображення, 16-міліметрові прокатні копії із широкоекранних фільмів виготовляли деанаморфованими із обрізанням зображення по горизонталі.
Із застосуванням 16-міліметрового обладнання знятий відомий фільм « Відьма з Блер» (апаратура показана у фільмі). В СРСР випускали як аматорські («Київ», «Альфа»), так і більш професійні («Красногорськ») кінокамери під 16-міліметрову кіноплівку. Для професійного призначення випускали кінокамери «Русь 16-СК», «Конвас», «Кінор» «Супутник» та «16-СП».

### 8-міліметрова кіноплівка

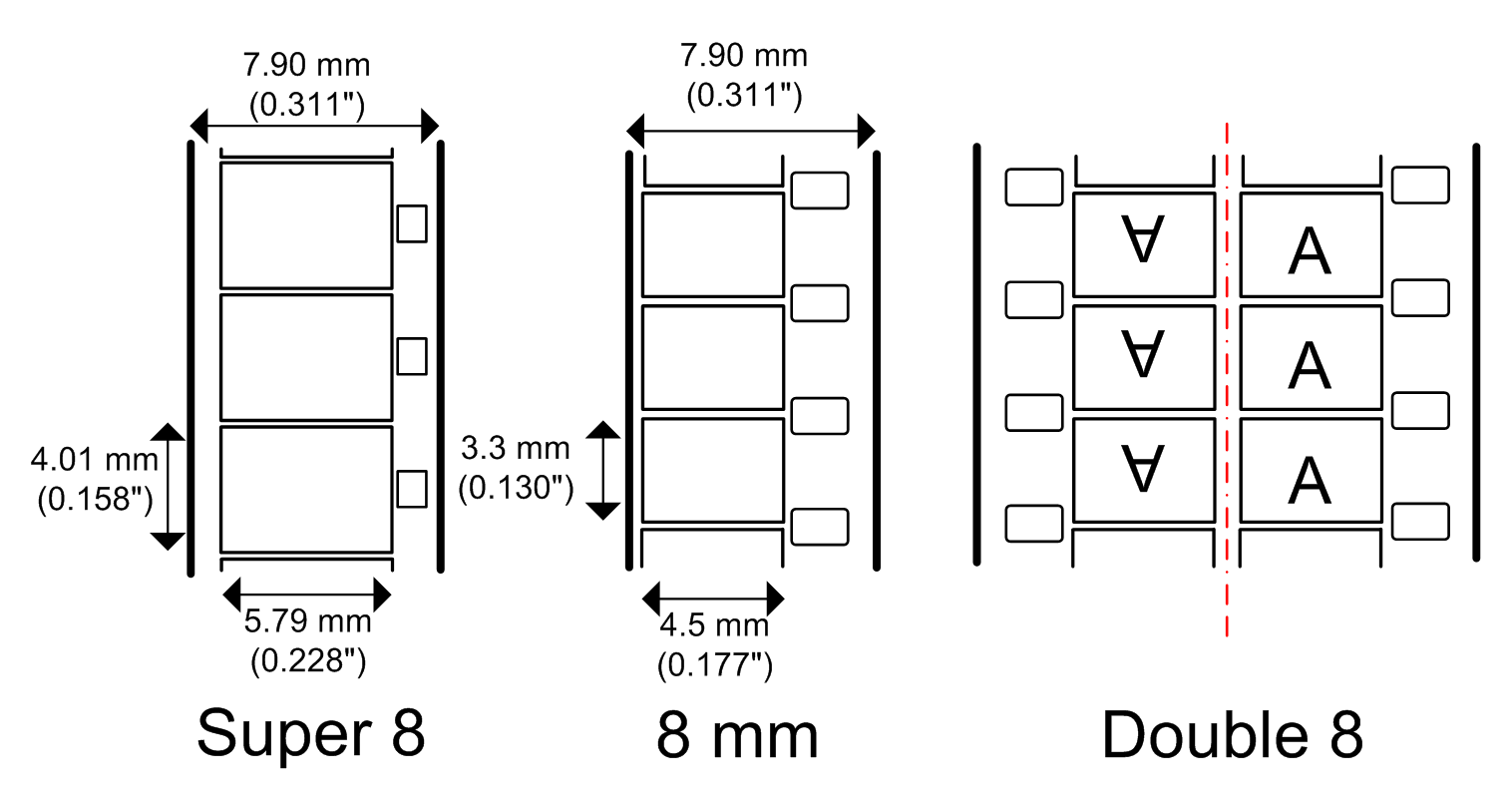
Стандарти S8,N8і2x8.

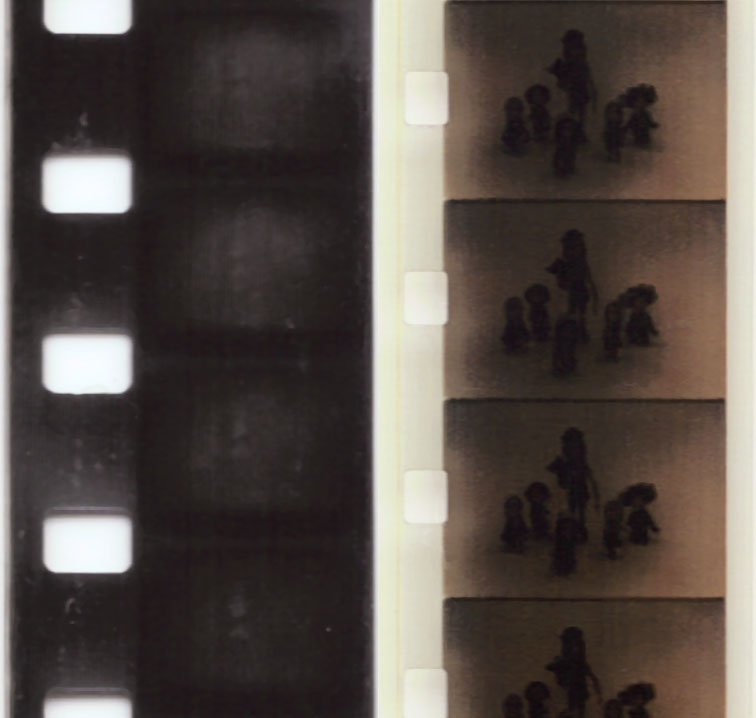
Звичайна і Super8 плівки.

Кіноплівку шириною 8 мм використовують для любительських зйомок; якість зображення виходить невисока. Розмір кадру на такій плівці лише 4,4 * 3,25 мм. Перфорація — одностороння, розмір перфораційного вікна і його орієнтація — такі ж, як і у 16 мм плівки (1,83 * 1,27 мм), але фізично крок перфорації на плівці рівно вдвічі частіший. Такий стандарт отримав назвуN8або просто8мм.
Існують фільмокопії з частотою проєкції 24 і 16 кадрів на секунду (остання поширена в основному в аматорській кінозйомці).
Останнім часом набув широкого поширення форматSuper 8абоS8, який практично витіснив собою стандартN8. Розмір кадруS8збільшено за рахунок зменшення розмірів перфорації (5,36 * 4,01 мм і 0,91 * 1,41 мм відповідно), причому перфораційні отвори розташовані довгою стороною паралельно краю плівки і знаходяться по центру кадру.
Частота проєкції, прийнята для стандарту S8 зазвичай становить 16 кадрів на секунду.
Ширина поля, відведеного під звукову фонограму за стандартом однакова для обох форматів і становить всього 0,69 мм. ДляN8це поле знаходиться на протилежному щодо кадру вільному від перфорації краю плівки, вS8- на одному, перебуваючи між перфорацією і краєм.
Відомі камери, що записували на 8-міліметрову плівку синхронний звук оптичним методом, але вони не набули широкого поширення. Фірма «Істмен Кодак» у 70-х рр.. випустила плівку з магнітною звуковою доріжкою, а також обладнання для запису і відтворення звуку з неї .
Однак усі такі рішення не отримали широкого поширення через надзвичайно малу ширину, що відводиться звуковій доріжці і низьку стабільність швидкості протягання плівки як у камері, так і в проєкторі. Переважна більшість любительських зйомок на 8-міліметрову плівку відбувалася без звуку.
Також стосовно 8-міліметрових фільмокопій зустрічається термін дрібноформатний фільм.
У СРСР випускалися фільмокопії, в основному мультфільмів і дитячих короткометражних фільмів, на 8-міліметровій плівці.
Фільмокопії намотуються на бобіни, ємністю 30, 60 і (дуже рідко) 120 метрів. В аматорських умовах часто використовують бобіни для магнітної плівки від котушкових магнітофонів. Тривалість демонстрації фільму довжиною 60 метрів становить приблизно 10 хвилин при частоті проєкції 24 кадрів в секунду.
Для любительської кінозйомки також випускали 8-міліметрову кіноплівку подвоєної ширини (2 × 8), відповідно було випущено багато моделей кінознімальних камер, розрахованих на даний стандарт. Таку плівку експонують двічі, перевертаючи її після першої експозиції і проганяючи у зворотний бік (без проміжного перемотування). При цьому кадри першої експозиції виявляються в одного краю плівки, а кадри другої — в іншого. Бобіни мають механічний захист від повторного експонування, який забезпечує наявність 4-х фіксувальних зубців (замість 3-х) на одній зі сторін бобіни-носія. Після прояви плівку розрізають уздовж на дві частини. Це дозволяє тримати у кінокамері подвійний запас плівки на бобіні того ж діаметра, а також значно збільшити продуктивність хіміко-фотографічної обробки матеріалу.
У 70-х роках минулого століття набув поширення стандарт 1x8S в касетах, ємністю 15 м.
Цей стандарт був запропонований і реалізований фірмою «Істмен Кодак». Плівка, яку заправляють у такі касети не потребує у ручному вкладання у стрічкопротяжний механізм кінознімальної камери. Це забезпечує максимальну оперативність при перезарядженні камери. Крім того довжина засвічення ділянки плівки становить лише кілька сантиметрів, що дозволяє максимально ефективно використовувати світлочутливий матеріал. Існують модифікації касет як розбірні, для багаторазового використання, так і нероз'ємні (заправляють плівкою на заводі-виробнику) для одноразового застосування. Плівку в таких касетах досі випускають.
У СРСР випускали кілька модельних рядів аматорських кінокамер («Лада», «Лантан», «Турист», «Екран», «Аврора», «Нева», «Спорт», «ЛОМО», «Кварц»), кінопроєктори («Промінь», «Русь», «Хвиля»), бачки для проявлення кіноплівки (УПБ-1А), монтажні столики («Купава») і маса іншого супутнього обладнання.
За способом зарядки в камеру і виду плівки зустрічається кілька основних видів 8-міліметрових кінознімальних апаратів:
- Плівка одинарної ширини в касетах ємністю 8 м (корисна ємність — 7,5 м), що вимагає ручної зарядки в тракт:
  - 1 × 8 («Кама»);
- Плівка подвійний ширини на бобінах ємністю 10 м (корисна ємність — 2 x 7,5 м відзнятого матеріалу):
  - 2 × 8, («Спорт», «Аврора»),
  - 2 × 8S, («Аврора-С 2 × 8», «Кварц-2 × 8S-1М»);
- Плівка одинарної ширини в касетах ємністю 15 м, що не вимагає заряджання в тракт:
  - 1 × 8S («ЛОМО-214/216/218», «Аврора-215/217/219», «Кварц-8XL»).

За підтримуваними форматами 8 мм фільму кінопроєкційні апарати існують двох різновидів:
- Одноформатні:
  - Для демонстрації фільмокопій формату N8 («Промінь», «Луч-2»),
  - Для демонстрації фільмокопій формату Супер-8 («Луч-2 S»);
- Двоформатні — для демонстрації фільмокопій форматів N8 і S8 («Русь», «Хвиля»).

У фільмі «8 міліметрів» аматорська кінозйомка використовується як сюжетно важлива деталь. У багатьох художніх фільмах образ 8-міліметрового проєктора, імітація німий аматорської кінозйомки, використовується для отримання ефекту спогадів, позначення історичного періоду часу.

## Класифікація за типами фотошару і застосування

### Негативні
Ізопанхроматичні плівки, призначені для кінозйомки при штучному і природному освітленні. Кольорові кіноплівки випускаються зазвичай замаскованими, що, в кінцевому підсумку, покращує перенесення кольорів на позитиві.

### Позитивні
Призначені для отримання кінцевих, прокатних копій шляхом контактного чи проєкційного копіювання. Низькочутливі і висококонтрастні. Кольорові позитивні плівки мають зазвичай додаткові фільтрові шари і підвищену чутливість верхнього, синє-чутливого шару для правильної передачі кольору при копіюванні з маскованих негативів.

### Обертувана
За більшістю характеристик аналогічні негативним, випускаються двох типів — для кіно і для телебачення.

### Контратипні
низькочутливі плівки (0,2-0,7 ISO) з високою роздільною здатністю. Виробляються:
- Для контратипування чорно-білих фільмів комплект з дубль-негативної (коефіцієнт контрастності близько 0,6) і дубль-позитивної (коефіцієнт контрастності близько 1,6) плівки. Твір контрастності дубль-позитива на контрастність дубль-негатива дає одиницю, що призводить до того, що контрастність контратипи (дубліката негатива) не відрізняється від оригінального вихідного негатива.
- Для кольорового контратипування — кіноплівка типу інтермедіату з коефіцієнтом контрастності одиниця. Кіноплівки такого типу є замаскованими. На інтермедіату виготовляють і дубль-позитив і дубль-негатив. Також інтермедіату використовують для виведення зображення з комп'ютера (цифровий інтермедіату, англ. digital intermediate, DI). При цьому кіноплівка експонується з допомогою лазерного променя («Аррілазер») або проєктується з матриці через об'єктив («Сіневатор»).